# Bulbs Ehlers

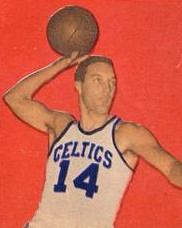
Imagem do jogador de basquete estadunidense Bulbs Ehlers.

Edwin S. "Bulbs" Ehlers (10 de março de 1923 – 17 de junho de 2013) foi um jogador norte-americano de basquete profissional que disputou a National Basketball Association (NBA). Foi a 3ª escolha geral no draft da BAA (hoje NBA) de 1947, pelo Boston Celtics.